# Siergiej Ridzik
Siergiej Siergiejewicz Ridzik (ros. Сергей Сергеевич Ридзик; ur. 25 października 1992) – rosyjski narciarz dowolny, specjalizujący się w skicrossie, brązowy medalista olimpijski (2018). 
W Pucharze Świata zadebiutował 19 lutego 2013 roku w Soczi, zajmując 36. miejsce. Pierwsze pucharowe punkty zdobył 15 grudnia 2015 roku w Val Thorens, zajmując 27. miejsce. Na podium zawodów tego cyklu po raz pierwszy stanął 6 lutego 2015 roku w Arosie, kończąc rywalizację w skicrossie na drugiej pozycji. Uplasował się tam między Szwedem Victorem Öhlingiem Norbergiem i Bastienem Midolem z Francji. Najlepsze wyniki w Pucharze Świata osiągnął w sezonie 2017/2018, kiedy to zajął 27. miejsce w klasyfikacji generalnej, a w klasyfikacji skicrossu był piąty. W 2015 roku wystartował na mistrzostwach świata w Kreischbergu, gdzie zajął 15. miejsce w swej konkurencji.
Na igrzyskach w Pjongczangu w 2018 roku zdobył brązowy medal olimpijski w skicrossie.

## Osiągnięcia

### Igrzyska olimpijskie
| Miejsce | Dzień     | Rok  | Miejscowość | Konkurencja | Zwycięzca   |
| ------- | --------- | ---- | ----------- | ----------- | ----------- |
| 3.      | 21 lutego | 2018 | Pjongczang  | Skicross    | Brady Leman |
| 3.      | 18 lutego | 2022 | Pekin       | Skicross    | Ryan Regez  |

### Mistrzostwa świata
| Miejsce | Dzień       | Rok  | Miejscowość | Konkurencja | Zwycięzca      |
| ------- | ----------- | ---- | ----------- | ----------- | -------------- |
| 15.     | 25 stycznia | 2015 | Kreischberg | Skicross    | Filip Flisar   |
| 36.     | 2 lutego    | 2019 | Solitude    | Skicross    | François Place |
| 32.     | 13 lutego   | 2021 | Idre Fjäll  | Skicross    | Alex Fiva      |

### Puchar Świata

#### Miejsca w klasyfikacji generalnej
- sezon 2013/2014: 287.
- sezon 2014/2015: 38.
- sezon 2015/2016: 101.
- sezon 2016/2017: 179.
- sezon 2017/2018: 27.
- sezon 2018/2019: 197.
- sezon 2019/2020: 185.

Od sezonu 2020/2021 klasyfikacja skicrossu zastąpiła klasyfikację generalną.
- sezon 2020/2021: 41.

#### Miejsca na podium w zawodach
1. Arosa – 6 lutego 2015 (skicross) – 2. miejsce
2. Arosa – 7 lutego 2015 (skicross) – 2. miejsce
3. Montafon – 15 grudnia 2017 (skicross) – 1. miejsce
4. Secret Garden – 27 listopada 2021 (skicross) – 1. miejsce